# North Lancaster, Wisconsin
North Lancaster là một thị trấn thuộc quận Grant, tiểu bang Wisconsin, Hoa Kỳ. Năm 2010, dân số của thị trấn này là 499 người.